# خلیل خطیب رهبر
خلیل خطیب‌رهبر (زادهٔ ۲ مهر سال ۱۳۰۲ در کرمان ـ درگذشتهٔ ۱۶ بهمن ۱۳۹۳ در تهران) ادیب، نویسنده، شاعر، محقق و استاد دانشگاه تهران که تعدادی از گنجینه‌های ادب پارسی اعم از نظم و نثر را تصحیح و تحشیه کرد و به چاپ رساند. آثار او در زمینهٔ دستور زبان فارسی و منتخب شاهکارهای شاعران و نویسندگان پارسی‌گوی همچون سعدی، حافظ، ابوالفضل بیهقی، سنایی، رودکی، مولوی، جامی و دیگر سخنوران منتشر شده‌است.

## زندگی‌نامه
سید خلیل خطیب‌رهبر در سال ۱۳۰۲ خورشیدی در یکی از محلات قدیمی شهر «کرمان» دیده به جهان گشود. پدر وی از جملهٔ روحانیون بنام کرمانی به‌شمار می‌آمد و نام خانوادگی «خطیب رهبر» اشاره به‌همین سابقه‌است.
خطیب رهبر تحصیلات ابتدایی و متوسطه را در زادگاه خویش سپری کرد و سپس برای تکمیل تحصیلات خویش در سال ۱۳۱۹ وارد دانشسرای مقدماتی کرمان شد. فارغ‌التحصیلی او با درجهٔ ممتاز در سال ۱۳۲۲ خورشیدی بود و پس از آن به تدریس در مدارس کرمان و خدمت آموزش و پرورش (فرهنگ) مشغول گردید.
پس از چند سال تدریس، برای انجام تحصیلات عالی عازم تهران گردید و پس از اخذ مدرک کارشناسی و کارشناسی ارشد، در دورهٔ دکتری زبان و ادبیات فارسی، در دانشگاه تهران پذیرفته شد و سرانجام در سال ۱۳۳۶ خورشیدی موفق به اخذ دکتری خویش گردید. عنوان پایان‌نامهٔ دکتری وی «تحقیق تاریخی و زبان‌شناسی دربارهٔ معانی و طرز به‌کار بردن حروف اضافه و حرف ربط» بود. پس از دریافت درجهٔ دکتری به‌عنوان استاد متون کهن در دانشگاه تهران مشغول به کار شد و بیشتر تلاش او تصحیح برخی از آثار شناخته‌شده ادبی بود. مهم‌ترین ویژگی تصحیح‌های دکتر خطیب‌رهبر شرح‌نویسی و توضیحاتی بود که در حاشیۀ تصحیح اضافه می‌کرد. این ویژگی‌ را در مورد تصحیح سه‌جلدی تاریخ بیهقی می‌شود دید. تاریخ بیهقی نوشته ابوالفضل بیهقی در شکل عادی در یک جلد جمع‌آوری می‌شود. اما آنچه دکتر خطیب‌رهبر روی این کتاب انجام داد آن را به یکی از منابع تاریخی دوره غزنوی تبدیل کرد که شرح و معنی لغت‌های این کتاب به‌صورت یک دایرةالمعارف در کنار هم گرد آمده است.
وی در ساعت ۲۱ و ۱۵ دقیقهٔ پنجشنبه ۱۶ بهمن ۱۳۹۳ به دلیل کهولت سن در ۹۱ سالگی در خانهٔ خود درگذشت.

## آثار
1. شرح و توضیح مفصل گلستان سعدی
2. شرح و توضیح مفصل مرزبان‌نامه
3. شرح و حواشی غزلیات حافظ
4. شرح و حواشی غزلیات سعدی
5. شرح تاریخ بیهقی
6. کتاب حروف اضافه
7. کتاب حروف ربط
8. کتاب صفت
9. گزیدهٔ اشعار فرخی سیستانی
10. گزیدهٔ اشعار رودکی
11. گزیدهٔ گلستان سعدی
12. گزیدهٔ بوستان سعدی
13. گزیدهٔ غزلیات حافظ
14. گزیدهٔ کلیله و دمنه
15. گزیدهٔ تاریخ بیهقی
16. گزیدهٔ غزلیات سعدی
17. گزیدهٔ مرزبان نامه
18. گزیدهٔ جهان‌گشای جوینی
19. داستان‌های منظوم از سنایی غزنوی
20. داستان‌های منظوم از مثنوی معنوی مولوی
21. داستان‌های منظوم از سعدی
22. داستان‌های منظوم از جامی[۵]